# Manoir d'Héauville
Le manoir d'Héauville est une demeure, du XVIe siècle, qui se dresse sur le territoire de la commune française d'Héauville dans le département de la Manche, en région Normandie. L'édifice est partiellement inscrit au titre des monuments historiques.

## Localisation
Le manoir est situé près du ruisseau du Petit Douet, à 900 m au sud-est de l'église Saint-Germain d'Héauville, dans le département français de la Manche.

## Description
Le manoir d'Héauville, dont les parties les plus anciennes datent du XVIe siècle, se présente sous la forme d'un logis principal et d'un bâtiment secondaire en équerre. Il s'éclaire par des fenêtres à meneaux chanfreinées et des pilastres cannelés. La charretterie est à trois arcades.
On accède au manoir par une double porte en pierre surmonté d'une niche.

## Protection
Les façades et toitures à l'exclusion des dépendances sont inscrites au titre des monuments historiques par arrêté du 19 novembre 1976.